# 竹下礼奈
竹下 礼奈（たけした れいな、1989年7月20日 - ）は、日本の女性声優。鹿児島県出身。血液型はA型。

## 略歴
松濤アクターズギムナジウム（18期生）を経て、レオパード・スティールに所属。
阿佐ヶ谷アニメストリート内にあるカフェSHIROBACOにてシロバコタマ5として勤務していた（3/31付で卒業）。

## 人物
趣味・特技はダンス、映画鑑賞、台本の丸暗記、歌うことである。また、スキューバダイビングの資格を持っている。

## 出演
太字は、メインキャラクター。

### テレビアニメ
2013年
- フォトカノ - ノンクレジット
- BROTHERS CONFLICT（観客Ｃ）

2014年
- Z/X IGNITION - ノンクレジット
- 僕らはみんな河合荘（女子A）
- 普通の女子校生が【ろこどる】やってみた。（三日月陽子）
- Persona4 the Golden ANIMATION - ノンクレジット

2015年
- うたの☆プリンスさまっ♪ マジLOVEレボリューションズ（通行人）
- 実は私は（男の子）
- ランス・アンド・マスクス（小学生男子たち、金剛寺の子供たち）
- DIABOLIK LOVERS MORE,BLOOD（女子生徒 他）
- 小森さんは断れない!（大谷九郎）

2016年
- ネトゲの嫁は女の子じゃないと思った?（女子A、メイドA）
- ばくおん!!（女生徒A）
- ももくり（宇佐美育絵）
- 私がモテてどうすんだ（人影）

2021年
- 最果てのパラディン（2021年 - 2022年、女性たち）

2022年
- 惑星のさみだれ（たけ〈幼少〉）
- ヒューマンバグ大学 -不死学部不幸学科-（女性C）

2023年
- シャドウバースF（子供）

2024年
- 俺だけレベルアップな件（看護師）

### 劇場アニメ
- HELLO WORLD（2019年）
- 世界一初恋 〜プロポーズ編〜（2020年、女性）

### OVA
- 僕らはみんな河合荘 特別編「初めての」（図書委員）※BD・DVD7巻収録

### Webアニメ
- ももくり（2016年、宇佐美育絵[7]）

### ゲーム
- しんけん!!（2015年、大包平ながめ）
- 東方アルカディアレコード（2022年、風見幽香）
- ウィッチ・アンド・リリィズ（2024年、ジョブキャラクター[8]）

### ラジオ
- ももくりラジオ 雪とのりかの放課後トーク 第11、12回（ゲスト出演/comicoアプリ、ももくりチャンネル：2016年3月3日）
- のざP・前田玲奈のライブドッグ! (超!A&G+：2016年9月22日ゲスト出演)

#### ラジオドラマ
- 義風堂々!! 兼続と慶次

### 吹き替え
- アグリードール
- 雪の女王・新たなる旅立ち

### ドラマCD
- 戦国SAKURA騒動記（律）

### 音楽CD
| 発売日  | タイトル                                          | 名義 | 楽曲                           | タイアップ                                 |
| 2016年  | 2016年                                            | 2016年 | 2016年                         | 2016年                                     |
| ------- | ------------------------------------------------- | --- | ------------------------------ | ------------------------------------------ |
| 3月19日 | しんけん!!キャラクターイメージソング 大包平ながめ | 大包平ながめ（CV：竹下礼奈）                                                                                       | 「蝶の夢」「Butterfly」        | ゲーム『しんけん!!』キャラクターソング     |
| 8月24日 | 大好きだよ大好きだよ 生まれてきてありがとう       | 栗原雪（加隈亜衣）、水山のりか（大空直美）、早柿莉央（前田玲奈）、島田柚姫（仲谷明香）、宇佐美育絵（CV：竹下礼奈） | 「とーく・らいく・しんぎんぐ」 | テレビアニメ『ももくり』キャラクターソング |

### その他
- 千代田区消費生活センター周知映像（アッくん）
- フィギュアシフターズ 宣伝用WEBアニメ（サイゾウ）
- スマートコミック「パステル家族」プロモーションムービー（イメージソングの歌唱）
- SANKYO パワフルシリーズ（夢夢）